# Sankt-Lars-Krankenhaus
Das Sankt-Lars-Krankenhaus (schwedisch: Sankt Lars sjukhus), vor 1931 als Lunder Hospital bezeichnet, war eine psychiatrische Klinik im Süden der Stadt Lund (Schweden).

## Gesellschaftliche und politische Hintergründe
Um die Mitte des 19. Jahrhunderts wuchs die Kritik an zu engen, dunklen und feuchten Anstalten, in denen psychisch Kranke untergebracht waren. Sie galten als ungeeignet, die Kranken zu heilen, und als nützliche Mitglieder der Gesellschaft wieder zuzuführen. Darüber hinaus betrachtete man es als hilfreich, den psychisch Kranken so weit wie möglich von der Umgebung zu trennen, die ihn krank gemacht hat. Der schwedische Reichstag bewilligte daher großzügige Mittel für den Bau großer zentraler Anstalten. In den meisten Fällen geschah dies durch den Ausbau befindlicher Anstalten, aber im Falle des Malmöer Hospitals wurde auf Grund des allgemein schlechten Zustands ein Neubau an anderem Ort vorgezogen. Die Wahl fiel auf ein Grundstück südlich der Stadt Lund (ungefähr 15 km nördlich von Malmö), das sich bereits im Besitz des Hospitals befand. Weitere Vorzüge waren die abgeschiedene Lage und die Nähe zum Lunder Lazarett.

## Planung und Bau

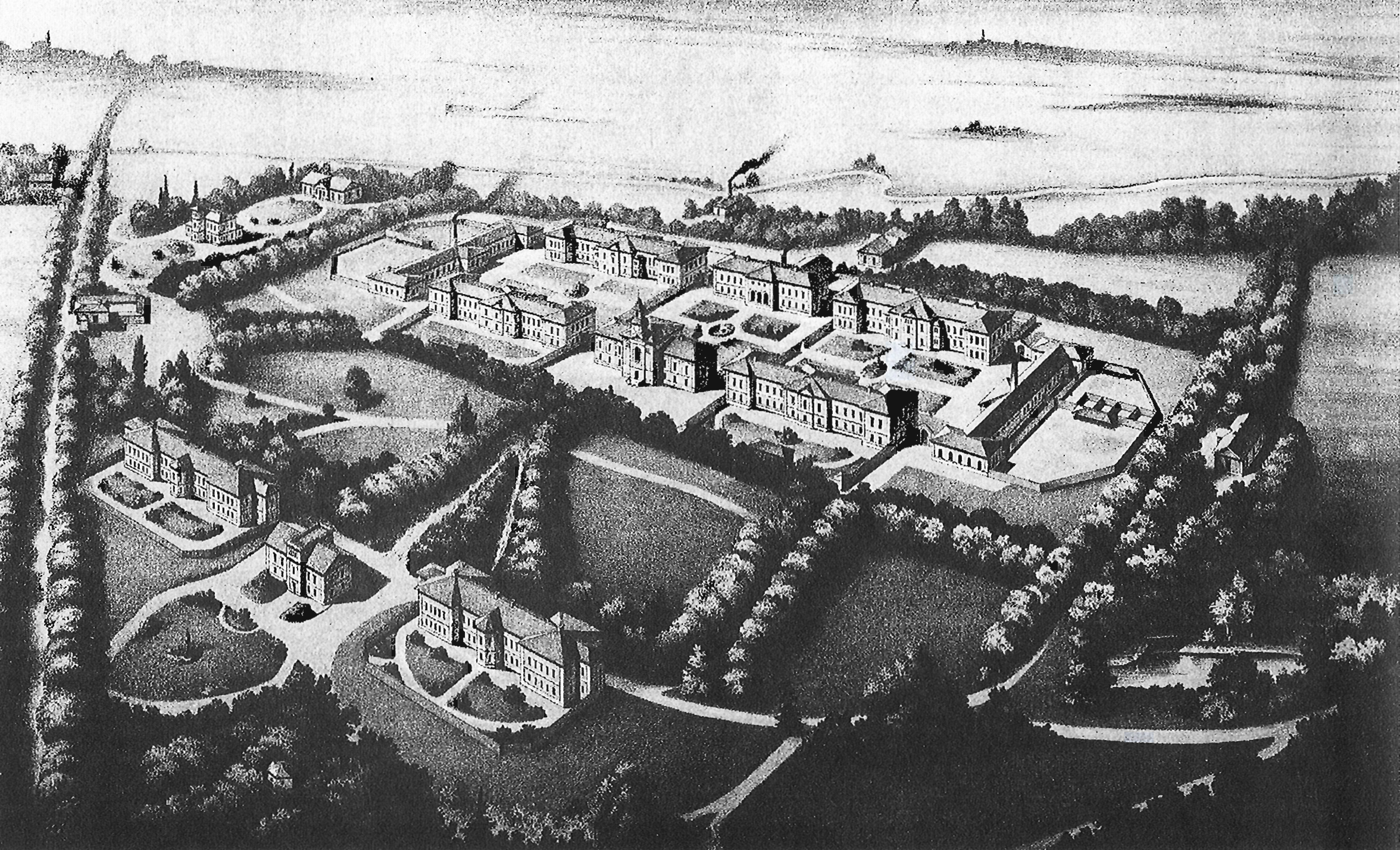
Der Sankt-Lars-Park im Jahr 1884 aus der Vogelperspektive.

Der Auftrag für die Planung ging um das Jahr 1868 an den Architekten Per Ulrik Stenhammar. Eine Auflage war, dass ruhige und „stürmische“ Patienten vollständig getrennt werden konnten. Stenhammar ermöglichte dies durch die Anlage eines Pavillonsystems. Im zentralen Teil der Anlage ordnete er die Pavillons symmetrisch um einen gemeinsamen rechteckigen Hof an, dem sogenannten „Burghof“. Die Symmetrieachse verlief dabei durch die Mitten der Langseiten, in der sich auf der einen Seite das Verwaltungsgebäude befand, und auf der anderen eine Reihe von Wirtschaftsgebäuden. Links und rechts davon befand sich auf jeder Seite jeweils ein zweistöckiger Pavillon, vorgesehen für die ruhigen Patienten. An den Kurzseiten war der „Burghof“ durch zwei eingeschossige Pavillons abgeschlossen, die für die "unruhigen und stürmischen" Patienten vorgesehen waren.
Im Februar 1875 starb Stenhammar und Axel Kumlien übernahm seinen Auftrag. Er nahm mehrere Veränderungen an der Lage von Gebäuden außerhalb des „Burghofes“ und an der Fassadengestaltung vor. Der neue, im Bau später auch umgesetzte Stil war die Neorenaissance.
In dem die Anlage umschließenden Park wurde die Symmetrieachse des „Burghofes“ durch eine geradlinige Allee weiter hervorgehoben, die das Verwaltungsgebäude am „Burghof“ mit der auf einer Anhöhe liegenden Villa des Oberarztes verband. Letztere war durch zwei weitere Pavillons flankiert, die für bezahlende Patienten vorgesehen waren. Diese Erster-Klasse-Pavillons lagen parallel zu den Langseiten des „Burghofes“, aber in vornehmer Abgeschiedenheit von demselben. In Verlängerung des „Burghofes“ nach Süden in einigem Abstand von der Kurzseite befand sich eine Werkstatt und das Wohngebäude des Verwalters.
Die Symmetrieachse stellte gleichzeitig die Trennlinie zwischen den Geschlechtern dar. Sie teilte die Anlage in eine südliche männliche und eine nördliche weibliche Hälfte.
Der Bau wurde von Baumeister C. H. Hallström ausgeführt. Am 1. Juli 1879 wurde das „Lunder Hospital“ eingeweiht, und die vier ersten Pavillons für 41 Patienten geöffnet. Voll ausgebaut sollte das Krankenhaus 350 Patienten versorgen können.

## Das „Asyl“

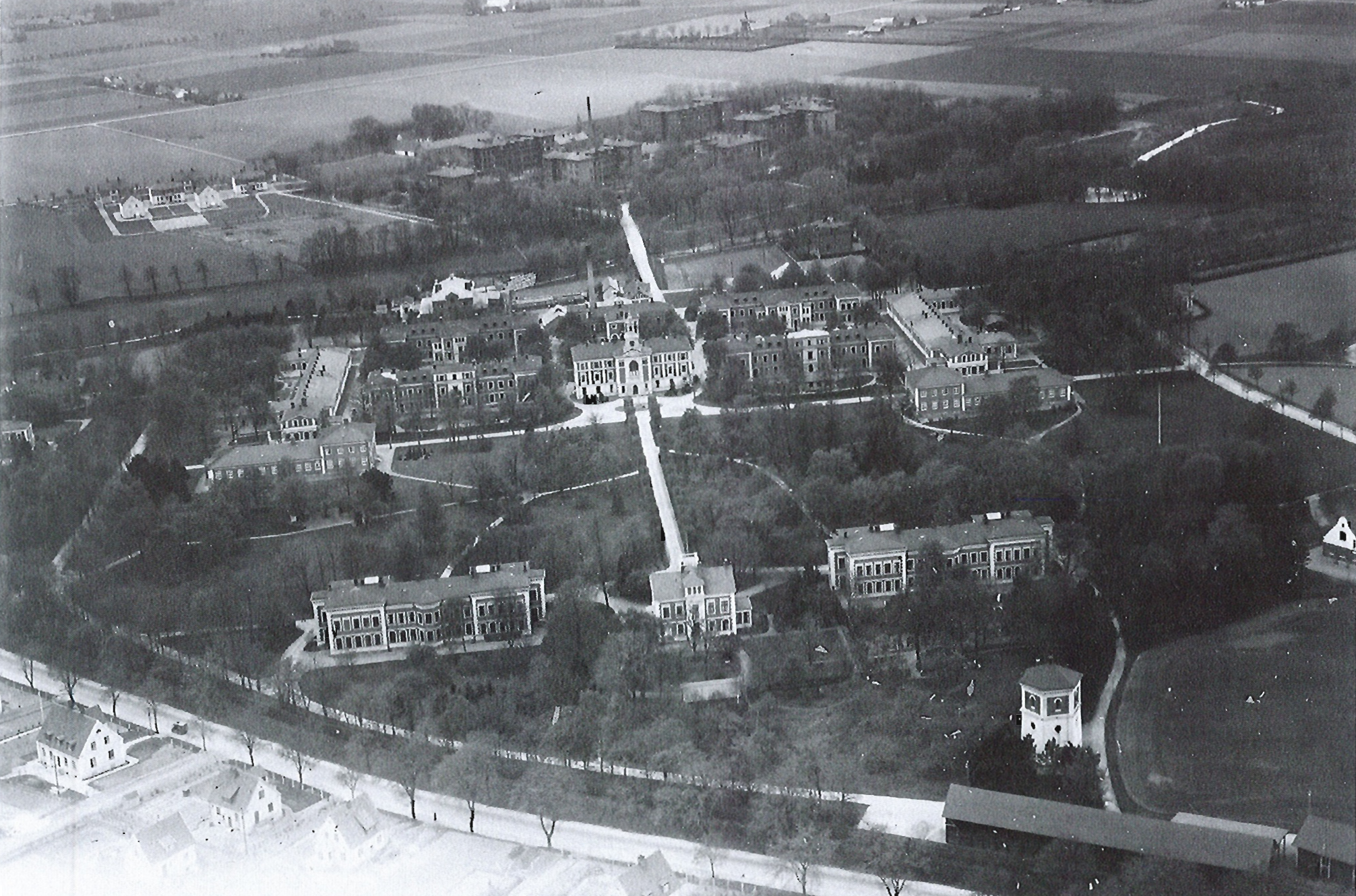
Lunder Hospital und Asyl 1928. Im Vordergrund Chefarzt-Villa mit erster Klasse Pavillons, in der Mitte der ältere Stenhammarsche „Burghof“, im Hintergrund das „Asyl“.

In den Krankenhausstatuten wurde 1858 festgelegt, dass nur Patienten mit Aussicht auf Heilung aufgenommen werden durften. Nicht behandelbare und zudem gefährliche Patienten sollten in speziell dafür vorgesehenen „Asylen“ untergebracht werden. Daher war von Anfang an geplant, dass Lunder Hospital durch ein „Asyl“ zu ergänzen. Ein Platz nordwestlich vom „Burghof“ war dafür vorgesehen. Beizeiten stellte er sich jedoch als zu klein heraus, und 1886 entschied man stattdessen im Westen auf der anderen Seite des Höje å zu bauen. Mit der Planung wurde einmal mehr Axel Kumlien beauftragt. Die Grundstruktur seines Entwurfs entsprach dem Stenhammarschen „Burghof“, mit dem Unterschied, dass Axel Kumlien Verwaltungs- und Wirtschaftsgebäude aus dem von sechs Patientenpavillons gebildeten Rechteck herauszog. Dieser neue, westliche „Burghof“  war grüner und großräumiger als sein östliches Pendant. Die Fassaden wurden in maschinengeschlagenen, dunkelroten Ziegeln ausgeführt, mit reichlich Verzierungen wie sie für Zweckbauten dieser Zeit typisch waren. Im Jahr 1887 wurde Baumeister A. Ankarstrand mit dem Bau beauftragt. Im April 1891 konnte das „Asyl“ eröffnet werden. Bereits 1893–1895 gab es Platz für mehr als 800 Patienten.

## Leben im Lunder Hospital
Regelmäßige, sinnvolle Arbeit wurde als ein wichtiger Bestandteil der Therapie angesehen. Obst und Gemüse wurden im Küchengarten, zwischen dem alten „Burghof“ und dem Flüsschen Höje å gelegen, angebaut und in der Küche verarbeitet. In selbiger wurden sämtliche Mahlzeiten für Patienten und Personal zubereitet. Kleidung und Textilien wurde in Näh- und Websälen zu großen Teilen selbst produziert. Das Krankenhaus hatte zeitweise eigene Felder, Viehställe und eine Bäckerei. Überall arbeiteten Patienten. In den Erster-Klasse-Pavillonen dagegen übten sich die Patienten in den Fertigkeiten die für ihre Gesellschaftsschicht wichtig waren: der Etikette und dem Gesellschaftsleben.
Das Lunder Hospital war eine geschlossene Welt, nicht nur was die Selbstversorgung anging, sondern auch im eigentlichen, physischen Sinne. Der Stenhammarsche „Burghof“ war durch hohe Bretterzäune nach außen abgeriegelt, und die einzelnen Pavillons waren durch ebensolche voneinander abgetrennt. Der Burghof konnte nur durch das Verwaltungsgebäude betreten oder verlassen werden. Das umliegende Parkgelände war von einer Mauer umgeben, und man benötigte einen Passierschein um das Gelände durch eines der mit Pförtnerstube versehenen Tore verlassen zu dürfen. Reste dieser Mauer sind heute noch erhalten, und zwar im Südwesten des später erbauten Asyls. Relativ bald jedoch verschwanden die äußerlich sichtbaren Zeichen des Eingesperrtseins. Bereits 1891 wurden die Bretterzäune zwischen den Pavillons abgerissen.

## Dienstwohnungen
Für einen großen Teil des Personals bestand Wohnzwang auf dem Krankenhausgelände. Mehrere Betreuer mussten sich ein Zimmer teilen. Die Zimmer lagen zudem oft in unmittelbarer Nachbarschaft zu den Patientenschlafsälen. Ab 22 Uhr, im Sommer erst ab 22:30, hatte man auf seinem Zimmer zu sein, was auch kontrolliert wurde. Zu Beginn des zwanzigsten Jahrhunderts war die Personalfluktuation extrem hoch. Um die Situation des Personals zu verbessern, aber auch um dessen gewerkschaftlichen Organisation zuvorzukommen, wurde eine Reihe von Maßnahmen getroffen, darunter die Einrichtung von Dienstwohnungen. 1906–07 bekam das einfachere Personal Zimmer auf den Dachböden der Pavillons zugewiesen, weg von der unmittelbaren Nähe der Patientenschlafsäle. Neue Wohnungen entstanden auch im Anschluss an das Verwaltungsgebäude. Für den Hospitalsarzt (schwedisch hospitalsläkaren) wurde 1907–08 eine Villa gebaut. Um männlichem Personal nach der Heirat den Verbleib im Krankenhausdienst zu ermöglichen, wurden 1908–09 zwei Mietshäuser im Südosten des Asyls gebaut. In den Jahren darauf folgten mehrere solcher Mietshäuser an gleicher Stelle.

## Spätere Erweiterungen
1918 wird das Lunder Hospital um zwei Gebäude erweitert, den sog. Nervenkliniken, vorgesehen für „physisch Geisteskranke“ in Abgrenzung zu „psychisch Geisteskranken“. Die Nervenkliniken waren dem alten Stenhammarschen „Burghof“ vorgelagert, parallel zu dessen Langseite, dabei die strenge Symmetrie der Anlage wahrend eine links und eine rechts von der Allee.

## Das Lunder Hospital wird zum Sankt-Lars-Krankenhaus
Die Unterscheidung zwischen Hospital für heilbare, und Asyl für chronisch kranke, unheilbare Patienten erwies sich als unzweckmäßig, und wurde 1910 abgeschafft. In den Jahren darauf wurden auch die Bezeichnungen Hospital und Asyl für den östlichen beziehungsweise westlichen Teil der Klinik aufgegeben, und man verwendete ab 1925 den übergreifenden Namen Sankt-Lars-Krankenhaus, der 1931 zum offiziellen Namen erklärt wurde. Zum 50-jährigen Jubiläum 1929 war das Sankt-Lars-Krankenhaus mit 1306 Patienten und 291 Angestellten die größte psychiatrische Klinik in Schweden.

## Ausbau in der Nachkriegszeit
Nach dem Zweiten Weltkrieg fand noch einmal ein kräftiger Ausbau des Sankt-Lars-Krankenhauses statt. 1954 wurden zwei Tuberkulose-Pavillons in den ehemaligen Obstgärten des Krankenhauses fertiggestellt, gefolgt von zwei weitere Pavillons zwei Jahre darauf. Dies ging einher mit der Aufgabe der Selbstversorgung. Der Schweinestall wurde aufgegeben, die Bäckerei schloss 1951, und die Wäscherei 1955. Im Jahre 1957 hatte das Sankt-Lars-Krankenhaus mehr als 1600 Patienten. In der letzten großen Ausbauphase in den Sechzigern kamen 1964–65 zwei Patientenpavillons hinzu, 1967 die Kinder- und Jugendpsychiatrie und im gleichen Jahr ein großes mehrflügliges Klinikgebäude  an der nördlichen Zufahrt zum Krankenhausgelände.

## Die Abwicklung
Mitte der sechziger Jahre setzte eine Dezentralisierung des psychiatrischen Gesundheitswesens ein. Mit Beginn des Jahres 1967 ging diese Aufgabe vom schwedischen Staat an das jeweilige Landsting über. Damit verlor das Sankt-Lars-Krankenhaus seine Rolle als überregionales Zentralkrankenhaus. Darüber hinaus wurden die großen zentralen Psychiatrieinstitutionen generell infrage gestellt, und man begann Alternativen wie z. B. die ambulante Versorgung in betreuten Wohngruppen zu diskutieren. Zum 100-jährigen Jubiläum 1979 hatte das Sankt-Lars-Krankenhaus nur noch 646 Pflegeplätze für psychisch Kranke und weitere 164 Plätze für Langzeitpatienten.

## Das ehemalige Sankt-Lars-Krankenhaus heute
2013 verließ die letzte Behandlungseinrichtung für psychisch Kranke den Sankt-Lars-Park. Die Gebäude erfüllen heutzutage andere Zwecke, überwiegend als Schule oder Kindergarten.
| Nr. | Jahr | Damals                                           | Heute                                          | Thumbnail |
| --- | ---- | ------------------------------------------------ | ---------------------------------------------- | --------- |
| 1   | 1879 | Verwaltungsgebäude des älteren, östlichen Teils. | Sankt-Thomas-Schule                            |           |
| 2   | 1879 | A-Pavillon für ruhige Frauen                     | Lunder Montessori-Grundschule                  |           |
| 3   | 1880 | B-Pavillon für Frauen                            | Region Schonen, (Re)habilitation & Hilfsmittel |           |
| 4   | 1879 | C-Pavillon für „stürmische“ Frauen               | Lunder Montessori-Grundschule                  |           |
| 5   | 1918 | Nervenklinik für Frauen                          | Stadt Lund, Kurzzeitpflege                     |           |
| 6   | 1879 | Erster-Klasse-Pavillon für Frauen                | Staatliche Poliklinik (vårdcentral) Sankt Lars |           |
| 7   | 1879 | A-Pavillon für ruhige Männer                     | Freinet-Kindergarten                           |           |
| 8   | 1880 | B-Pavillon für Männer                            | Kindergarten „Framtid“                         |           |
| 9   | 1879 | C-Pavillon für "stürmische" Männer               | Internationale englische Schule                |           |
| 10  | 1918 | Nervenklinik für Männer                          | Regionsmuseum Kristianstad                     |           |
| 11  | 1879 | Erster-Klasse-Pavillon für Männer                | NTI-Gymnasium                                  |           |
| 12  | 1879 | Villa des Chefarztes                             | Montessori-Kindergarten „Lekloftet“            |           |
| 13  | 1909 | Villa des Hospitalarztes                         | -                                              |           |
| 14  | 1879 | Villa des Verwalters                             | Resursforum                                    |           |
| 15  | 1900 | Wohnhaus für Wirtschaftspersonal                 | diverse                                        |           |
| 18  | 1879 | Werkstatt                                        | -                                              |           |
| 19  | 1911 | Wäscherei                                        | „Kunskapsskolan“                               |           |
| 27  | 1879 | Wasserturm                                       | -                                              |           |
| 41  | 1891 | „Asyl“-Verwaltung                                | Firmenpark Sankt-Lars                          |           |
| 42  | 1891 | „Asyl“ A-Pavillon Frauen                         | Firmenpark Sankt-Lars                          |           |
| 44  | 1895 | „Asyl“, B-Pavillon Frauen                        | Firmenpark Sankt-Lars                          |           |
| 45  | 1891 | „Asyl“, A-Pavillon Männer                        | Firmenpark Sankt-Lars                          |           |
| 46  | 1891 | „Asyl“, C-Pavillon Männer                        | Firmenpark Sankt-Lars                          |           |
| 47  | 1891 | „Asyl“, B-Pavillon Männer                        | Firmenpark Sankt-Lars                          |           |

Koordinaten: 55° 41′ 6″ N, 13° 10′ 50,02″ O